# 科野村
科野村（しなのむら）は長野県下高井郡にあった村。現在の中野市北東部の一角、夜間瀬川右岸にあたる。

## 地理
- 山：高社山
- 河川：夜間瀬川

## 歴史
- 1876年（明治9年）5月 - 近世以来の高井郡赤岩村・越村・深沢村が合併して科野村となる
- 1879年（明治12年）1月4日 - 所属郡が下高井郡に変更。
- 1889年（明治22年）4月1日 - 町村制の施行により、科野村が単独で自治体を形成。
- 1954年（昭和29年）7月1日 - 中野町・日野村・延徳村・平野村・長丘村・平岡村・高丘村・倭村と合併して中野市が発足。同日科野村廃止。

## 交通

### 鉄道路線
- 長野電鉄
  - 河東線
    - 赤岩駅